# West-Sachalingebergte
Het West-Sachalingebergte (Russisch: Западно-Сахалинские горы; Zapadno-Sachalinskieje gory) of Westelijk Gebergte (Западный хребет; Zapadny chrebet) is een systeem van parallel aan elkaar verlopende bergruggen in het zuidwestelijk deel van het Russische eiland Sachalin, dat parallel verloopt aan het kleinere Oost-Sachalingebergte. Het heeft een lengte van 650 kilometer en is tot 1325 meter hoog (de piek Zoeravljov van de berg Vozvrasjtsjenia).
De bergruggen worden doorsneden door valleien. De belangrijkste waterscheidingsrug is de Kamyslovy, die ten zuiden van de 48e breedtegraad 'Joezjno-Kamyslovy' (Zuid-Kamyslovy) wordt genoemd. De bergruggen bestaan hoofdzakelijk uit een complex van schisten, zandsteen, conglomeraten en stollingsgesteente, waarbinnen steenkoollagen zijn aangetroffen. Bij Kaap Lamanon aan westzijde bevinden zich de uitgedoofde vulkanen Itsjara en Krasnova. De zuidwestelijke hellingen staan onder invloed van de warme Tsushimastroom, waardoor loofbomen domineren. Aan de andere zijden overheerst spar- en zilversparbos met Sasa kurilensis ('Koerilse bamboe').
Langs de oostzijde van het West-Sachalingebergte loopt de Sachalinspoorlijn, die vroeger ook door het gebergte liep tussen Cholmsk en Joezjno-Sachalinsk.